# معماری خورشیدی

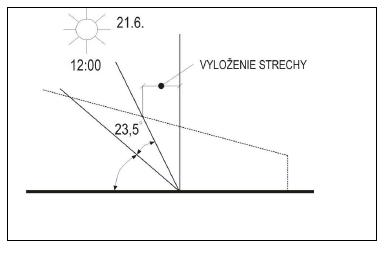
تصویری از مدل معماری خورشیدی

معماری خورشیدی (به انگلیسی: solar architecture) ادغام تکنولوژی صفحهٔ خورشیدی با تکنولوژی ساختمان‌های مدرن است. استفاده از صفحه‌های نازک قابل انعطاف فتوولتاییک طراحی ساختمان‌ها را بهبود می‌بخشد.
قرار دادن ساختمان در جهت نور خورشید، انتخاب موادی با ویژگی‌های گرمای یا پخش نور مناسب و طراحی فضاهایی که به‌طور طبیعی باعث گردش هوا می‌شوند نیز به عنوان معماری خورشیدی محسوب می‌شود.
محدودیت توسعه اولیه معماری خورشیدی به دلیل بالا بودن سختی و وزن صفحه خورشیدی استاندارد بوده‌است.
پیشرفت مستمر صفحه‌های نازک خورشیدی فتوولتای (PV) وسیله‌ای پر قدرت اما با وزن کم تولید کرد تا انرژی خورشیدی را مهار کرده و اثر ساختمان بر روی محیط زیست را کاهش دهد.

## تاریخچه
شناخت انرژی خورشیدی و استفاده از آن برای منظورهای مختلف، به زمان ماقبل تاریخ بازمی‌گردد شاید به دوران سفالیگری، در آن هنگام روحانیون معابد به کمک جامهای بزرگ طلایی صیقل داده شده و اشعه خورشید، جهت روشن کردن آتشدانهای محراب استفاده می‌کردند، یا در دوران فراعنه مصر در دوره آمنوفیس پرنده‌ای نصب کرده بودند که به وسیلهٔ تابش خورشید صبحگاهی، پرنده به صدا درمی‌آمد.
مهم‌ترین روایتی که در رابطه با استفاده از تابش خورشید بیان شده داستان ارشمیدس دانشمند و مخترع بزرگ یونان قدیم (سالهای ۲۸۷–۲۱۲ ق-م) می‌باشد که ناوگان روم را با استفاده از انرژی حرارتی خورشید به آتش کشید. گفته می‌شود که ارشمیدس با نصب تعداد زیادی آیینه‌های کوچک مربعی شکل در کنار یکدیگر که روی یک پایه متحرک قرار داشته‌است اشعه خورشید را از راه دور روی کشتیهای رومیان متمرکز ساخته و آن‌ها را به آتش کشیده. رومیان در تاریخ می‌نویسند که آن‌ها مغلوب یک نیروی نامرئی شدند و اعتقاد پیدا کرده بودند که با خدایان در حال جنگ هستند.
حدود ۱۸۰۰ سال پس از ارشمیدس شخصی به نام کیرچر شاهکار ارشمیدس را تکرار کرد و با استفاده از تعدادی آیینه، یک لنگرگاه چوبی را از فاصله دور آتش زد.
در سال ۱۶۱۵ سالمون اهل فرانسه بیانیه‌ای راجع به موتور خورشیدی منتشر کرد.
در قرن هجدهم ناتورا اولین کوره خورشیدی را در فرانسه ساخت.
دستگاه‌های خوراک پز خورشیدی اولین بار توسط شخصی به نام (Nichelas DE 1799-1740 Saucer) ساخته شد.
آنتونی لاوازیه (۱۷۴۹–۱۷۴۳) خالق شیمی نوین برای کسب بیشترین انرژی از خالص‌ترین منبع حرارتی، تحقیقاتی در کوره‌های خورشیدی انجام داد.
بسمر(۱۸۹۸–۱۸۱۳) پدر فولاد جهان حرارت مورد نیاز کوره خود را با استفاده از انرژی خورشیدی تأمین کرد.
در قرن نوزدهم تلاشهایی جهت تبدیل انرژی خورشیدی به دیگر فرمهای انرژی مثل تولید بخار و استفاده در موتورهای بخار انجام گرفت، در این سال‌ها چندین موتور بخار خورشیدی ساخته شد و مورد آزمایش قرار گرفت.
در سال ۱۸۷۸ موشو اولین کلکتور خورشیدی با متمرکزکننده مخروطی شکل را طراحی کرد که قدرت داشت ۷۸ درصد از انرژی خورشیدی تابیده شده را جذب کند.
در سال ۱۸۸۰ اولین کلکتور تخت خورشیدی به وسیلهٔ چارلز تلی یر ساخته شد.
در سال ۱۸۸۸ وستر پیشنهاد استفاده از انرژی خورشیدی در ترموکوپلها را ارائه داد.
در قرن نوزدهم دستگاه‌های آب شیرین کن خورشیدی رواج پیدا کردند.
در قرن بیستم استفاده از کلکتورها جهت تولید بخار در نیروگاه‌های برقی مورد توجه زیاد قرار گرفت. گرم کردن ساختمانها با استفاده از انرژی خورشید، ایدهٔ تازه‌ای بود که در سال‌های ۱۹۳۰ مطرح و در یک دهه به پیشرفتهای قابل توجهی نائل آمد. اولین خانهٔ خورشیدی در انستیتو تکنولوژی ماساچوست آمریکا(MIT) در سال ۱۹۳۸ ساخته شد. پیشرفت در طراحی و ساخت خانه‌های خورشیدی و آبگرمکنها آنچنان سریع بود که تصور می‌شد تا سال ۱۹۷۰ گرمایش میلیونها خانه در کشورهای مختلف به وسیله انرپی خورشیدی تأمین خواهد شد اما نه تنها چنین نشد آمار نشان می‌دهد که گرمایش خورشیدی در سال‌های ۱۹۷۰ نسبت به سال ۱۹۵۵ کمتر هم شده بود. علت، هزینه اولیه چنین سیستمها و در عین حال عرضه نفت و گاز ارزان بود. اما بحران انرژی در سال ۱۹۷۴ و از طرفی پیشرفت تکنیک ساخت کلکتورهای مختلف خورشیدی، و احتمال کاهش یا اتمام بعضی از منابع زیرزمینی، بار دیگر توجه جهانیان را به انرژی خورشیدی جلب کرده و تلاشهای در اکثر کشورهای مختلف جهان، در جهت تکامل و پیشرفت این تکنیک صورت می‌گیرد.

## کمیت و کیفیت انرژی خورشیدی
انرژی در مرکز خورشید که حرارت آن بین ۱۰ تا ۱۴ میلیون درجهٔ سانتیگراد می‌باشد تولید شده و از سطح خورشید که حرارت آن تقریباً معادل ۵۶۰۰ درجه سانتیگراد است به صورت امواج در فضا منتشر می‌شود. نورهای قابل رؤیت به وسیلهٔ چشم انسان ۴۶ درصد از کل انرژی صادره از خورشید را تشکیل می‌دهند که این اشعه در طول موجهای ۳۵/۰ تا ۷۵/۰ میکرون پخش شده و شامل همه رنگهای آشنا به چشم انسان است. حدود ۴۷ تا ۴۹ درصد از تشعشعات خورشیدی در طول موجهای مادون قرمز منتشر می‌شوند. تشعشعاتی که ما از آن‌ها احساس گرما می‌کنیم بیش از طول موج رنگ قرمز هستند (بیش از ۷۵/ ۰میکرون). بقیه اشعهٔ خورشید در منطقهٔ ماوراء بنفش و با طول موج کمتر از ۳۵/۰میکرون منتشر می‌شوند.
به‌طور کلی انرژی تولید شده توسط خورشید ناشی از تحولات دما هسته‌ای در مرکز خورشید است که به صورت تشعشعات الکترومغناطیسی و با فرکانس بسیار زیاد به فضای خورشید تابیده می‌شود. تمام امواج الکترومغناطیسی که از سطح خورشید پخش می‌شوند با سرعت حرکت نور یعنی ۳۰۰ هزار کیلومتر در ثانیه فضا را می‌پیمایند و زمین که در فاصله ۱۵۰ میلیون کیلومتر از خورشید قرار گرفته فقط یک جزء از ۲۰۰۰ میلیون جزء انرژی خورشید را دریافت می‌کند.
از مجموع تشعشعات خورشید که به وسیله زمین و جو آن دریافت می‌شود در حدود ۳۵ درصد آن مجدداً به فضای خارج از جو بازتاب می‌شود.
نکته مهم این است که در طبقات فوقانی جو زمین، گاز اوزون تقریباً تمام اشعهٔ ماوراءبنفش را که برای پوست و چشم انسان مضر است، جذب می‌کند. بخار آب و دی‌اکسید کربن در طبقات تحتانی جو زمین، اشعه مادون قرمز را جذب می‌کنند.
یکی از مهم‌ترین عواملی که در تعیین میزان تشعشعات خورشیدی که به پوسته زمین می‌رسد مؤثر می‌باشد، طول مسیری است که اشعه خورشید قبل از رسیدن به سطح زمین در جو طی می‌کند. در طول روز هنگامی که خورشید در اوج مسیر روزانه خود قرار می‌گیرد (ظهر خورشیدی) اشعه کمترین مسیر را در جو طی کرده و به زمین می‌رسد. ولی هر قدر خورشید به افق نزدیک می‌شود (غروب آفتاب) مسیری که به وسیلهٔ اشعه در جو زمین پیموده می‌شود طولانی‌تر می‌گردد. هرچقدر این مسیر طولانی‌تر باشد میزان انرژی جذب شده و پراکنده شده در جو افزایش یافته و در نتیجه از مانده انرژی که به زمین می‌رسد کاسته می‌شود. به همین دلیل در نقاط مرتفع به علت کاسته شدن از ضخامت جو زمین، محتوای انرژی تشعشعی خورشید از نقاط دیگر بیشتر است.
انرژی خورشید به صورت یک دسته امواج متمرکز و ثابت و به صورت موازی به سمت زمین تابیده خواهد شد. مهم‌ترین تغییرات در شدت تابش خورشید و دمای هوای محیط ناشی از حرکت طبیعی زمین به دور خورشید و مورب بودن محور چرخش کره زمین می‌باشد که حول این محور دارای حرکت وضعی است. این شدت تابش تابع قانون عکس مجذور فاصله است و تغییرات آن نسبت به کره زمین دارای محدوده ۳٪ می‌باشد.

## انرژی خورشیدی در ایران
بر اساس برنامه پنجم توسعه باید تا پایان برنامه به میزان ۲٫۵ مگاوات سامانه‌های فتوولتائیک در کشور نصب شود، این در حالی است که تاکنون فقط توانستیم ۲ هزار و۵۰۰ کیلووات سامانه‌های فتوولتائیک را در کشور نصب و راه‌اندازی کنیم.
کاربردهای انرژی خورشیدی شامل کاربردهای نیروگاهی و غیرنیروگاهی است که از آن جمله می‌توان به تأمین آب آشامیدنی، سامانه‌های آب شیرین کن‌ها، حمام‌های خورشیدی، (در خراسان) تولید انرژی الکتریکی، آبیاری مراتع و آبیاری کشاورزی و ایستگاه‌های مخابراتی و سیستم تغذیه کننده پرتابل اشاره کرد.
در برخی از نقاط کشور که اتصال به شبکه سراسری برق میسر نبود اقدام به راه‌اندازی نیروگاه‌های خورشیدی شد که از آن جمله می‌توان به نیروگاه‌های خورشیدی در قزوین، اردبیل، خوزستان، فارس، طالقان اشاره کرد. در حال حاضر ایران با توان تولید ۲٫۵ مگاوات انرژی خورشیدی را دارد و سامانه‌های فتو ولتائیک در ۴ استان کشور راه‌اندازی شده‌اند.
امروزه نیروگاه‌های حرارتی خورشیدی از نوع سهموی خطی (Parabolic Trough) بیشتر از سایر نیروگاه‌های CSP اجرا شده‌اند و ظرفیت نصب شده این نیروگاه‌ها در دنیا تاکنون بیش از ۱۰۰۰مگاوات می‌باشد. در ایران نیز ساخت و راه اندازی نیروگاه سهموی خطی در شیراز انجام شده‌است. ظرفیت تولید این نیروگاه ۲۵۰ کیلووات است و طراحی و تجهیز این نیروگاه و تولید آینه‌های مورد نیاز آن با همکاری دانشگاه شیراز صورت گرفته‌است.
علت اصلی عدم پیشرفت کشور در توسعه استفاده از منابع تجدیدپذیر در قیمت خرید برق فتوولتائیک است. در این راستا دولت باید با استفاده از روش‌های حمایتی چون خرید تضمینی انرژی الکتریکی حاصل از سامانه‌های فتوولتائیک با قیمت مناسب، قوانین حمایتی و تشویقی چون معافیت‌های مالیاتی و گمرکی و حمایت از فناوری تولید تجهیزات فتوولتائیک با رعایت استانداردهای بین‌المللی نسبت به توسعه سامانه‌های فتوولتائیک و نیروگاه‌های خورشیدی اقدام کند.ref< برگرفته از سخنرانی مهندس یوسف آرمودلی (رئیس سازمان انرژی‌های نو ایران) در نشست تخصصی توسعه کاربرد انرژی خورشیدی در ایران که ۳۰ آبان ماه ۱۳۹۰ در مرکز تحقیقات استراتژیک برگزار شد.>

## کاربردهای انرژی خورشیدی
در حال حاضر از انرژی خورشیدی توسط سیستمهای مختلف و برای مقاصد متفاوت استفاده و بهره‌گیری می‌شود که اهم آن‌ها عبارتند از:
1. سیستمهای فتوبیولوژیک: تغییراتی که در حیات و زیست گیاهان و جانداران به وسیله نور خورشید و فتوسنتز ایجاد می‌گردد، فرایند تجزیه کودحیوانات و استفاده از گاز آن.
2. سیستمهای فتوشیمیایی: تغییرات شیمیایی در اثر نور خورشید-الکترولیزورهای نوری-سیستمهای فتولتائیک الکتروشیمی- تأسیسات تهیه هیدروژن.
3. سیستمهای فتوولتائیک: تبدیل انرژی خورشید به انرژی الکتریکی-سلولهای خورشیدی.
4. سیستمهای حرارتی و برودتی: شامل سیستمهای تهیه آبگرم- گرمایش و سرمایش ساختمانها-تهیه آب شیرین-سیستمهای انتقال و پمپاژ-سیستمهای تولید فضای سبز (گلخانه‌ها)-خشک کنها و اجاقهای خورشیدی- سیستمهای سرد سازی-برجهای نیرو-خشک کنهای خورشیدی-نیروگاه‌های خورشیدی.[۱]